# Liberty Award
Der Reemtsma Liberty Award (dt. „Freiheitspreis“ oder „Unabhängigkeitspreis“) wurde 2007 bis 2018 von der Reemtsma Cigarettenfabriken GmbH gestiftet, ein Tochterunternehmen der britischen Imperial Brands. Damit sollten laut Statut Auslandskorrespondenten und Auslandsreporter ausgezeichnet werden, die „Außergewöhnliches für die Freiheit leisten – die Freiheit der Medien, der Gesellschaft und damit für die Freiheit eines jeden Einzelnen“. Der Preis war mit 15.000 Euro dotiert und wurde einmal im Jahr verliehen. Eine Jury, die mit Journalisten und Medienwissenschaftlern besetzt war, entschied über die Preisträger.
Die Preisverleihung, an der nur geladene Gäste teilnehmen durften, fand jeweils im Frühjahr in Berlin statt.
Im Oktober 2018 gab Reemtsma bekannt, nach zwölf Jahren die Verleihung des Liberty Awards einzustellen.

## Mitglieder der Jury
(Stand: 1. November 2017)
Günter Bentele, Nikolaus Blome, Gero von Boehm, Ute Brucker, Tita von Hardenberg, Tina Hassel, Helmut Markwort, Evelyn Roll, Majid Sattar, Robert Skuppin und Theo Sommer. Vorschläge konnten von jedermann eingereicht werden.

## Preisträger
- 2007: Georg Blume für Reportagen über Menschenrechtsverletzungen und Umweltskandale in China, die er in der Zeit und der taz veröffentlichte.[6]
- 2008: Fiona Ehlers für ihre Reportagen in Der Spiegel und Berliner Zeitung
- 2009: Thomas Roth und Stephan Stuchlik für ihre Berichterstattung über den Krieg in Georgien
- 2010: Ina Ruck und Stephan Stuchlik für den Beitrag Mord in Moskau – Wer erschoss Stanislaw Markelow?
- 2011: Andreas Landwehr für seine langjährige Berichterstattung über die Volksrepublik China als dpa-Bürochef in Peking
- 2012: Konrad Schuller für seine Berichterstattung über die Ukraine und den Prozess gegen die frühere ukrainische Regierungschefin Julija Tymoschenko
- 2013: Bettina Rühl für ihr ARD-Radio-Feature „Der Anführer“ aus dem Kongo
- 2014: Susanne Koelbl für ihre Reportagen über den Bürgerkrieg in Syrien und über Nordkorea
- 2015: Martin Durm für sein Radiofeature „Syrisches Inferno – ein Bürgerkrieg eskaliert“, eine „Mischung aus langjähriger Erfahrung, harter Vor-Ort-Recherche und bewusster Subjektivität, die das Grauen des syrischen Bürgerkriegs ein Stück weit nachfühlbarer macht“[7]
- 2016: Wolfgang Bauer für seine Reportagen zu den Mittelmeer-Flüchtlingen
- 2017: Claas Relotius für seine Spiegel-Reportagen über einen Jemeniten im US-amerikanischen Guantanamo-Gefängnis und zwei syrische Flüchtlingskinder (Ende 2018 berichtete Spiegel Online, dass der Text von Claas Relotius wahrscheinlich eine Fälschung war).[8]

## Kritik
Die Kritik am Reemtsma Liberty Award richtete sich im Wesentlichen gegen das preisstiftende Unternehmen Reemtsma. Kritiker warfen dem Unternehmen dabei vor, mit diesem Preis im Wesentlichen Lobbyismus zu betreiben. Die Veranstaltung sei auf Lobbyisten, Politiker und Journalisten ausgerichtet, um entsprechende Netzwerke aufzubauen. In der Berichterstattung über die Auszeichnung wurde mehrfach darauf hingewiesen, dass Reemtsma keine unabhängigen Film- und Fernsehteams bei den Preisverleihungen zulasse.